# Петрушка Іштван Шімонович
Іштван Шімонович Петрушка (нар. 26 лютого 1975, м. Берегове, Закарпатська область) — український політик, голова Берегівської райдержадміністрації.

## Освіта
Має дві вищі освіти: у 2009 році закінчив Закарпатський державний університет за спеціальністю «Облік і аудит», здобув кваліфікацію магістра з обліку і аудиту; у 2011 році закінчив Національний університет біоресурсів і природокористування України за спеціальністю «Державна служба», магістр державної служби.

## Кар'єра
Трудову діяльність розпочав у 1993 році педагогом-організатором Іванівської середньої школи Берегівського району. З 1994 року працював круп'є спільного підприємства «Будапешт», з 1997 року — менеджер спільного українсько-угорського підприємства у формі товариства з обмеженою відповідальністю «Будапешт». На державній службі з квітня 2005 року, працював радником, головним спеціалістом відділу фінансово-господарського забезпечення апарату Берегівської райдержадміністрації. У 2006 році обраний заступником голови Берегівської районної ради, цю посаду обіймав до 2010 року. З 2011 до 2012 року працював менеджером зі збуту, керівником відділу послуг з організації конференцій ТОВ «Симпозіум». З червня до серпня 2013 року — помічник-консультант народного депутата України. Депутат Берегівської районної ради.
У 2005–2009 рр. — член «Нашої України», з 2009 р. — член «Фронту Змін».
На парламентських виборах 2012 р. був кандидатом у народні депутати України від одномандатного округу № 73 (Закарпатська область) від ВО «Батьківщина». Зайняв четверте місце, отримавши 4.88 % голосів виборців.
Петро Порошенко звільнив Петрушку з посади голови Берегівської райадміністрації згідно з розпорядженнями № 1022—1025 і № 1029—1035 від 20 вересня 2014 року.
Повторно призначений головою Берегівської райдержадміністрації 10 серпня 2015 року (РОЗПОРЯДЖЕННЯ ПРЕЗИДЕНТА УКРАЇНИ № 644/2015-рп).